# Tethina cohiba
Tethina cohiba är en tvåvingeart som beskrevs av Foster 1998. Tethina cohiba ingår i släktet Tethina och familjen Canacidae. Inga underarter finns listade i Catalogue of Life.